# محاسبات در علوم و مهندسی
محاسبات در علوم و مهندسی (CiSE) یک مجله فنی دوماهنامه است که توسط انجمن کامپیوتر IEEE منتشر می‌شود. این مجله در سال ۱۹۹۹ از ادغام دو نشریه تأسیس شد: علوم محاسباتی و مهندسی (CS&E) و کامپیوترها در فیزیک (CIP)، اولی توسط IEEE و دومی توسط انستیتو فیزیک آمریکا (AIP) منتشر می‌شد. سردبیر بنیانگذار آن جورج سایبنکو بود، که به خاطر اثبات یکی از اولین نسخه‌های قضیه تقریب جهانی شبکه‌های عصبی شناخته شده است.
این مجله میان‌رشته‌ای است و موضوعاتی مانند شبیه‌سازی عددی، مدل‌سازی، و تحلیل و تجسم داده‌ها را پوشش می‌دهد. هدف CiSE ارائه اطلاعات کاربردی به خوانندگان خود درباره آخرین پیشرفت‌ها در روش‌های محاسباتی و کاربردهای آن‌ها در علوم و مهندسی است. محاسبات در علوم و مهندسی، مقالات فنی داوری‌شده، شماره‌های ویژه، سرمقاله‌ها و بخش‌های مختلف (ستون‌های منظم) را منتشر می‌کند.

## مقالات برجسته
یکی از برجسته‌ترین مقالات منتشر شده در CiSE، "Matplotlib: یک محیط گرافیکی دوبعدی" نوشته جان دی. هانتر مرحوم است. این مقاله بیش از ۲۲ هزار بازدید متن کامل و بیش از ۱۷ هزار استناد در IEEE Xplore، و بیش از ۲۷ هزار استناد در گوگل اسکالر (بررسی شده در ۱۴ اوت ۲۰۲۳) را نشان می‌دهد. یک مقاله بخش بسیار محبوب، "بلاک‌چین چیست؟" توسط عضو هیئت تحریریه ماسیمو دی‌پیرو است. سایر مقالات برجسته شامل "پایتون برای محاسبات علمی" توسط تراویس اولیفانت، که بیش از ۱۵ هزار بازدید در Xplore دارد، و "آرایه NumPy: ساختاری برای محاسبات عددی کارآمد" توسط استفان فان در والت و همکاران، با نزدیک به ۷ هزار استناد و ۱۲ هزار بازدید در Xplore است.
برنده جایزه بهترین مقاله CiSE در سال ۲۰۲۱، "جوپیتر: تفکر و روایت‌گری با کد و داده" توسط برایان ای. گرنجر و فرناندو پرز بود.

## سردبیران برجسته
در میان سردبیران افتخاری، که نزدیک به بیست سال در هیئت تحریریه خدمت کرده‌اند، جک دونگارا، استاد برجسته علوم کامپیوتر در دانشگاه تنسی، و دریافت‌کننده جایزه پیشگام کامپیوتر انجمن کامپیوتر IEEE در سال ۲۰۲۰، و جایزه آلن تورینگ ACM در سال ۲۰۲۱، در میان بسیاری از افتخارات دیگر، قرار دارد. کلیو مولر، رئیس و هم‌بنیانگذار MathWorks، از سال ۱۹۹۹ سردبیر بخش نرم‌افزار و عضو هیئت تحریریه بود. مجله پیشین، علوم محاسباتی و مهندسی IEEE (CS&E)، توسط احمد سامح تأسیس شد، که به خاطر مشارکت‌هایش در الگوریتم‌های موازی در جبر خطی عددی شناخته شده است و چندین سال در هیئت CiSE باقی ماند. دیان اولیری، استاد افتخاری علوم کامپیوتر در دانشگاه مریلند، از سال ۲۰۰۳ به مدت چندین سال سردبیر ستون تکلیف شما بود. او ستون‌های خود را جمع‌آوری و گسترش داد و به کتابی با عنوان "محاسبات علمی با مطالعات موردی" تبدیل کرد که در سال ۲۰۰۹ توسط SIAM منتشر شد.